# Estación de Cuenca
Cuenca fue una estación de ferrocarril situada en la ciudad española homónima. Disponía únicamente de servicios de media distancia hasta el 20 de julio de 2022, ya que el tráfico de larga distancia de alta velocidad discurre desde 2010 por la estación de Cuenca-Fernando Zóbel.

## Situación ferroviaria
La estación se encontraba en el punto kilométrico 151,5 de la clausurada línea férrea de ancho ibérico que une Aranjuez con Valencia, a 925,4 metros de altitud, entre las estaciones de Chillarón y La Melgosa. Al momento de su cierre, el tramo era de vía única y estaba sin electrificar.

## Historia
El ferrocarril llegó a Cuenca por primera vez el 12 de julio de 1883 cuando la Compañía del ferrocarril de Aranjuez a Cuenca logró finalizar en lo esencial las obras de la línea que unían la ciudad con el sur de Madrid. A pesar de ello la línea empezó a dar rápìdamente problemas y se sucedieron los accidentes hasta que MZA se hizo cargo de ella, inaugurándola oficialmente el 5 de septiembre de 1885.
En 1941, con la nacionalización de la totalidad de la red ferroviaria española la estación pasó a ser gestionada por el Gobierno a través de la empresa pública RENFE.
A finales de la década, una nueva constructora llamada ABC remataría la línea incluyendo algunos viaductos especialmente complejos hasta la inauguración total por parte del general Franco en 1947, prolongando el trazado hasta Utiel y logrando la conexión completa entre Madrid y Valencia por Cuenca. La prolongación dio lugar a una rehabilitación de la estación, que ya había sido reformada en 1931. Desde el 31 de diciembre de 2004 Renfe Operadora explota la línea mientras que Adif es la titular de las instalaciones ferroviarias.
En 2010 se anunció la posible supresión de la línea de tren convencional Madrid-Cuenca-Valencia por parte del Ministerio de Fomento y Adif a causa de la apertura de la nueva Estación de Alta Velocidad Cuenca-Fernando Zóbel. Como respuesta, el 13 de noviembre de ese mismo año, una multitudinaria manifestación recorrió las calles conquenses para reclamar la continuidad de esta línea vertebradora de los pueblos de la provincia de Cuenca. Días más tarde, el 23 de noviembre, en la inauguración de la Estación de Cuenca-Fernando Zóbel, el ministro de Fomento, José Blanco, anunció que la línea seguiría en funcionamiento y que la estación tradicional, junto con las vías, se sacarían del centro de la ciudad para unirlas con la estación del AVE.
Desde el 19 de septiembre de 2015, después de poco más de 7 años, se restableció el trayecto hasta Valencia-Norte, añadiendo una nueva parada intermedia, "Valencia-Fuente San Luis".
El 19 de julio de 2022 circula el último tren de Media Distancia de Cuenca a Aranjuez con la unidad diésel 598-012 así suprimiéndose el servicio de la línea y sustituyéndose por un servicio de autobús temporal entre Utiel y Aranjuez pasando por la antigua estación de Cuenca y la estación nueva de Cuenca Fernando Zóbel.
El 4 de marzo de 2023 es definitivamente clausurada y dada de baja como dependencia de la línea, iniciándose a partir del día 6 de marzo el desmantelamiento de los elementos ferroviarios en las antiguas vías del tren.
En junio de 2023, el Tribunal Supremo ha suspendido de forma cautelar la ejecución del acuerdo del Consejo de Ministros del pasado 21 de febrero de 2023, por el que se clausura un tramo ferroviario entre Tarancón (Cuenca) y Utiel (Valencia) en la línea Aranjuez (Madrid)-Valencia Fuente de San Luis, a petición de once municipios afectados.

## La estación

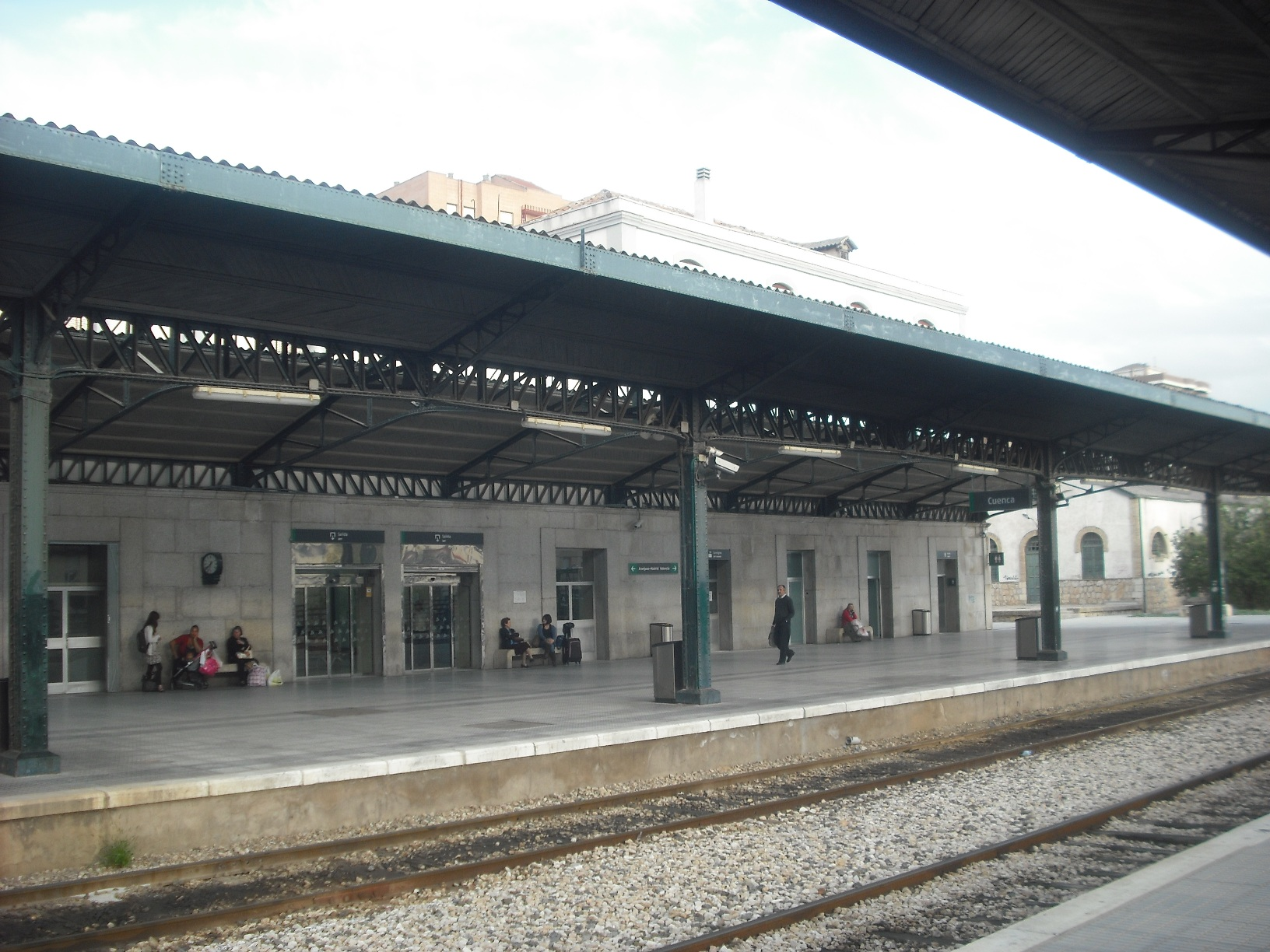
Andenes en 2010

Estaba situada en el centro de la capital conquense. Disponía de un edificio para viajeros de líneas sencillas, sin grandes pretensiones formado por un cuerpo central de dos alturas al que se anexaban otros dos cuerpos de tres alturas abarcando unas dimensiones totales de 52 metros de largo por 10 de ancho. Mucho más llamativa era la marquesina metálica de 15 metros de ancho que cubría el amplio andén lateral. Al igual que este el andén central también estaba protegido por una marquesina aunque de unas dimensiones más modestas. A ambos andenes, accedían las tres vías usadas habitualmente por los trenes de viajeros. Otras tres vías más completaban las instalaciones. El recinto contaba con servicio de cafetería, restaurante, alquiler de coches y venta de billetes. En el exterior existía una pequeña zona de aparcamiento habilitada. 